# Font de la Fàbrega (Monistrol de Calders)
La Font de la Fàbrega és una surgència del terme municipal de Monistrol de Calders, al Moianès.
Està situada a 570 metres d'altitud, a llevant d'on hi havia hagut la masia de la Fàbrega.